# Vezia
Vezia (in dialetto ticinese Vèscia) è un comune svizzero di 1 971 abitanti del Canton Ticino, nel distretto di Lugano.

## Geografia fisica
Vezia è situato ai piedi del colle di San Martino, a nordovest di Lugano-

## Monumenti e luoghi d'interesse

### Architetture religiose
- Chiesa-oratorio di San Martino, eretta nel XVIII secolo in luogo di un edificio del XII-XIII secolo con fondazioni del VII-VIII secolo[1];
- Chiesa di Santa Maria Annunziata, attestata dal 1616[1].

### Architetture civili

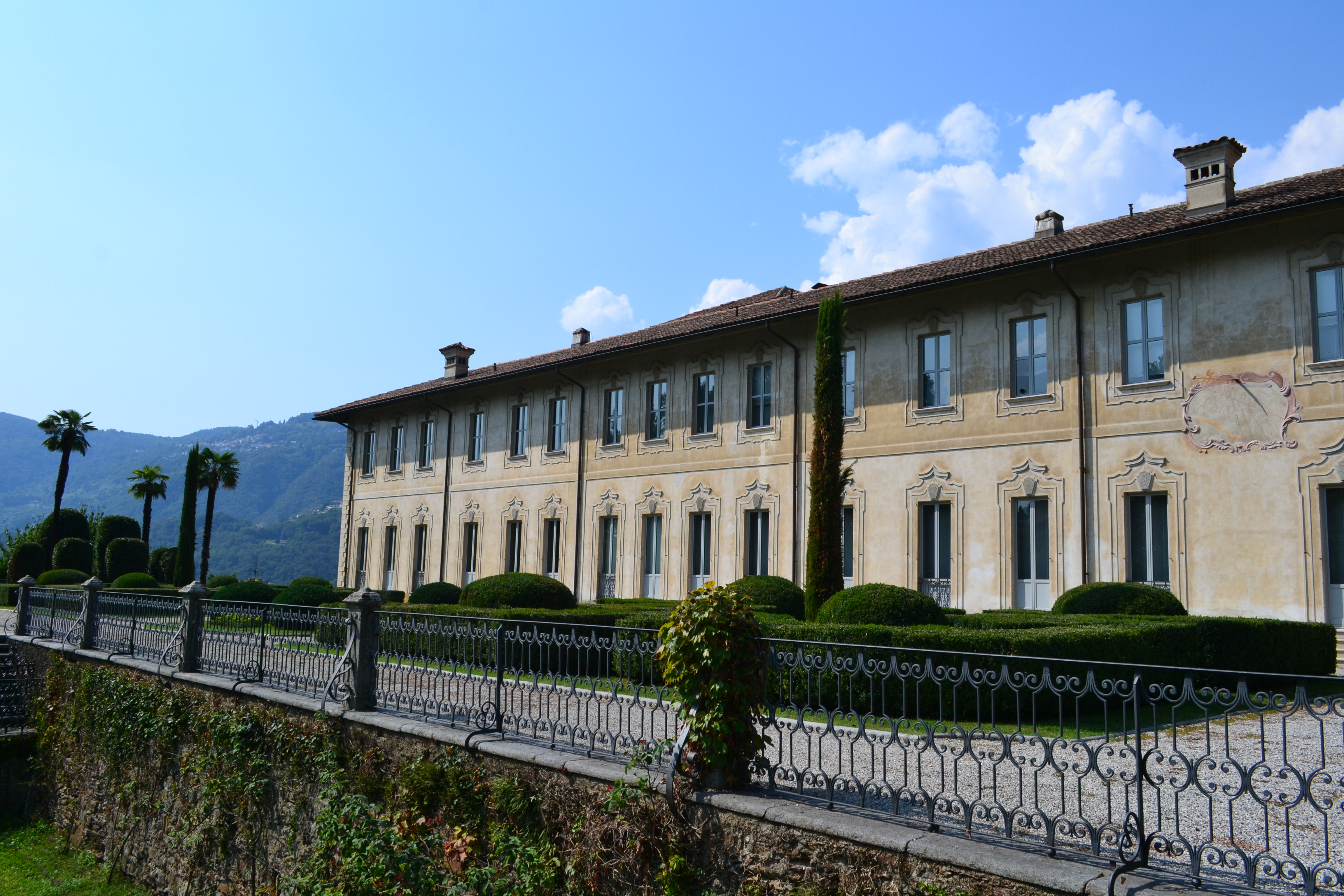
Villa Negroni

- Villa Negroni (già Villa Morosini), eretta tra la fine del XVII e l'inizio del XVIII secolo, ospita il Centro di Studi Bancari[1];
- Casa Boillat (via Ai Ronchi, 33), abitazione unifamiliare in legno con camino centrale progettata da Franco Ponti nel 1970-1972[senza fonte];
- Stabile per uffici (via San Gottardo, 9), in mattoni di cemento a strisce grigie e nere, progettato da Rudy Hunziker nel 1983-1984, con facciata simmetrica[senza fonte];
- Casa Rossi (via San Gottardo, 18), abitazione unifamiliare a tetto piano in pietra a vista e legno progettata da Franco Ponti nel 1956[senza fonte];
- Casa Graf (via Alla Ressiga, 1), abitazione unifamiliare pianta centrale con tetto a capanna e comignolo al centro che poggia su quattro blocchi in muratura di pietra a vista progettata da Franco Ponti nel 1963-1966; la composizione elementare sintetizza le ricerche precedenti dell'autore sulla gerarchia degli spazi e sulle componenti in relazione all'uso dei materiali[senza fonte].

### Architetture militari
- Resti di una cinta fortificata medievale[1] visibili attorno alla sommità del colle di San Martino; forse tra questi anche le rovine di alcuni edifici che nel medioevo segnalavano la presenza di un castello[senza fonte].

## Società

### Evoluzione demografica
L'evoluzione demografica è riportata nella seguente tabella:
Abitanti censiti

## Amministrazione
Ogni famiglia originaria del luogo fa parte del cosiddetto comune patriziale e ha la responsabilità della manutenzione di ogni bene ricadente all'interno dei confini del comune.